# Lepidosperma gunnii
Lepidosperma gunnii är en halvgräsart som beskrevs av Johann Otto Boeckeler. Lepidosperma gunnii ingår i släktet Lepidosperma och familjen halvgräs. Inga underarter finns listade i Catalogue of Life.